# Literarischer Handweiser
Literarischer Handweiser war eine 1862 begründete katholische Zeitschrift, die zweimal monatlich erschien und Neuerscheinungen der allgemeinen Belletristik wie auch fachwissenschaftliche Publikationen rezensierte. Herausgeber war zunächst Franz Hülskamp, verlegt wurde sie zunächst im Verlag der Theissingschen Buchhandlung in Münster, dann bei Herder in Freiburg im Breisgau.
Unter dem Titel Literarischer Handweiser, zunächst für das katholische Deutschland erschien die Zeitschrift von 1862 (voraus eine Probe-Nummer 1861) bis 1889 (Ausgabe 28), dann als Literarischer Handweiser, zunächst für alle Katholiken deutscher Zunge von 1890 bis 1916 (Nummern 29–54). Mit der Ausgabe 67 von 1930/31 wurde die Zeitschrift eingestellt.